# Триталлийплутоний
Триталлийплутоний — бинарное неорганическое соединение, интерметаллид плутония и таллия с формулой PuTl3, кристаллы.

## Получение
- Сплавление стехиометрических количеств чистых веществ:

{\displaystyle {\mathsf {Pu+3Tl\ {\xrightarrow {T}}\ PuTl_{3}}}}

## Физические свойства
Триталлийплутоний образует кристаллы кубической сингонии, пространственная группа P 63/mmc, параметры ячейки a = 0,3458 нм, c = 0,5519 нм, Z = 0,5, структура типа магния Mg.